# Un monde fou
Un monde fou est une pièce de théâtre de Sacha Guitry, une comédie en quatre actes créée au Théâtre de la Madeleine en 1938. Une seconde version intitulée Une folie est créée en 1951 au Théâtre des Variétés.